# George Duff
Pour les articles homonymes, voir Duff.
George Duff, né vers le 1er février 1764 à Banff et mort au combat le 21 octobre 1805 lors de la bataille de Trafalgar, est un capitaine de la Royal Navy.
Il participe à la guerre d'indépendance des États-Unis, aux guerres de la Révolution française et aux guerres napoléoniennes.
Commandant le HMS Mars à la bataille de Trafalgar, il meurt sur le coup d'un tir de boulets du Fougueux.
Le HMS Duff est nommé en sa mémoire.